# Afrolidia bidens
Afrolidia bidens är en insektsart som beskrevs av Nielson 1992. Afrolidia bidens ingår i släktet Afrolidia och familjen dvärgstritar. Inga underarter finns listade i Catalogue of Life.